# Убийство Елены Рап
Убийство Елены Рап — террористический акт, произошедший на набережной города Бат-Ям 24 мая 1992 года, когда палестинским террористом была убита девочка по имени Елена Рап. Этот теракт стал поворотным среди подобных событий, охвативших Израиль в начале 1990-х, и ослабил чувство защищённости граждан, а также повлиял на политическую систему государства.

## История событий
Около 7:30 утра 18-летний палестинский араб Фуад Абд Эль Хани Эль Омрин зарезал ножом Елену Рап, 15,5 лет, на перекрёстке улиц Бен-Гурион и Жаботински в Бат-Яме, когда она шла на автобусную остановку, чтобы поехать в школу. Ответственность за совершение этого теракта взяла на себя организация Палестинский исламский джихад. Этот теракт также стал одной из причин ликвидации её руководителя, Фатхи Шкаки, в 1995 году.
В результате теракта на улицах города начались беспорядки. Полиция отреагировала на них слабо и с опаской, потеряла контроль над событиями и отозвала полицейских с места событий. Беспорядки продолжались три дня подряд без существенных помех; в результате был нанесён большой ущерб имуществу и пострадали несколько человек, чья внешность показалась хулиганам похожей на арабскую. Среди зачинщиков беспорядков был также крайне правый политик Барух Марзель, который позднее был осуждён и получил за участие в этих событиях восемь месяцев заключения условно.
Именем Елены Рап были названы двор школы, стоянка в лесу Бен-Шемен, 18 марта 2009 года был открыт мемориальный парк имени Елены Рап и жертв террора. В память о ней была подарена[уточнить] машина скорой помощи.
Отец Елены, Зеэв Рап, посвятил свою жизнь увековечению памяти дочери и общественной деятельности, став главой «Организации пострадавших от террора».
В октябре 2011 года убийца Елены был выпущен из тюрьмы в рамках сделки по освобождению Гилада Шалита.
- Памятник Елене Рап на месте её убийства на улице Бен-Гурион в Бат-Яме
- Памятник Елене Рап в Бат-Яме
- Мемориальная доска Елене Рап в саду её имени в Бат-Яме